# Konstantin (Hessen-Rotenburg)

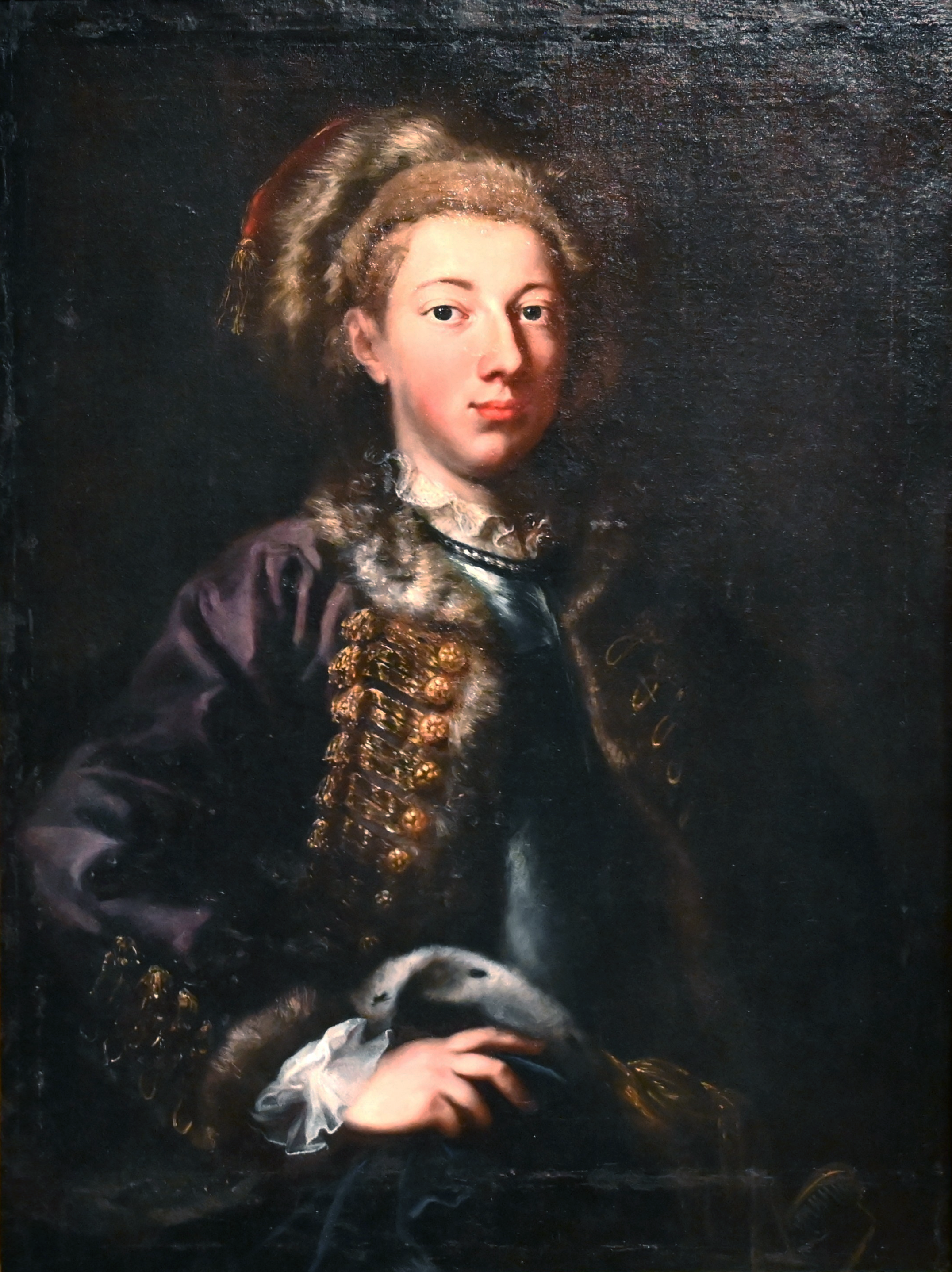
Jugendbildnis des Konstantin von Hessen-Rotenburg von Martin van Meytens

Konstantin von Hessen-Rotenburg (* 24. Mai 1716 in Rotenburg; † 30. Dezember 1778 auf dem Jagdschloss Blumenstein in Wildeck) war ab 1749 paragierter Landgraf von Hessen-Rotenburg.

## Leben
Unter Konstantin fiel 1755 der Landesteil Hessen-Wanfried nach dem Tod von Christian von Hessen-Wanfried (Eschwege) an die Linie Hessen-Rotenburg zurück. Die seit 1648 geteilte Rotenburger Quart war somit wieder in einer Hand und blieb nach der 1754 durchgesetzten Primogenitur auch künftig ungeteilt. Er stand in österreichischen Diensten und wurde am 12. März 1739 zum Generalfeldwachtmeister und 4. April 1757 zum Feldmarschalleutnant ernannt.
Im Jahr 1759 wurde Konstantin in den Orden vom Goldenen Vlies aufgenommen. Er war Mitglied im Bund der Freimaurer; nach ihm war die in Rotenburg an der Fulda im 18. Jahrhundert gegründete Loge Constantin zu den drei Kränzen benannt.
Konstantin ließ in den Jahren 1767–1769 von dem Architekten Christoph Philipp Diede das Palais Hessen-Rotenburg als Stadtresidenz in Kassel bauen.

## Familie
Konstantin war ein Sohn des Landgrafen Ernst II. Leopold von Hessen-Rotenburg und dessen Frau Eleonore Maria Anna von Löwenstein-Wertheim.
Konstantin heiratete im Jahr 1745 seine Cousine Marie Eva Sophie von Starhemberg, Witwe des Fürsten Wilhelm von Nassau-Siegen. Nach deren Tod 1773 heiratete er auf dem Schloss in Wildeck 1775 die französische Grafentochter Johanna Henriette von Bombelles (* 22. Oktober 1751 in Bitche; † 28. November 1822 in Ancy-le-Frame). Sie führte den vom Kaiser autorisierten Titel einer Gräfin von Reichenberg.
Das erste Kind aus seiner ersten Ehe, Karl Emanuel, wurde sein Erbe und Nachfolger. Ein weiterer Spross unter insgesamt 11 Kindern war der als „Citoyen Hesse“ bekannt gewordene Carl Constantin von Hessen-Rotenburg, ein General der französischen Armee. Der Sohn Christian wurde Priester, Ernst Offizier, Maria Hedwig Eleonora (1748–1801) heiratete Jacques Léopold de La Tour d’Auvergne, Herzog de Bouillon (1746–1802). Die Töchter  Wilhelmine Maria und Klementine Franziska Ernestina Leopoldina wurden Nonnen.

## Weblink
- Hessen-Rotenburg, Constantin Landgraf von. Hessische Biografie. (Stand: 4. Dezember 2019). In: Landesgeschichtliches Informationssystem Hessen (LAGIS).